# SN 1975U
SN 1975U – niepotwierdzona supernowa odkryta 10 września 1975 roku w galaktyce A002913-6004. W momencie odkrycia miała maksymalną jasność 18,00m.